# Odwiedziny prezydenta
Odwiedziny prezydenta – polski film psychologiczny z 1961 roku w reżyserii Jana Batorego, według scenariusza Jerzego Zawieyskiego na podstawie własnej noweli literackiej. 

## Fabuła
Bohaterem filmu jest kilkuletni Jacek (Janusz Pomaski), syn z poprzedniego małżeństwa swojego zamożnego ojca. Jacek nie odnajduje się w nowej patchworkowej rodzinie i ucieka w świat wyobraźni, tworząc w swych myślach postać Prezydenta Wenderdycji, który zachowuje się inaczej niż prawdziwy ojciec.

## Główne role
Źródło: Filmpolski.pl
- Irena Malkiewicz – Zofia „Kicia”, matka Igi
- Beata Tyszkiewicz – Iga, żona Witolda
- Leon Niemczyk – Witold, ojciec Jacka/Prezydent
- Jan Machulski – doktor
- Małgorzata Lorentowicz – mama Jacka
- Stanisław Mikulski – Paweł Guziński, mąż mamy Jacka
- Zbigniew Sawan – Andrzej, znajomy Zofii
- Barbara Bargiełowska – przedszkolanka
- Janusz Pomaski – Jacek

## Nagrody
| Rok  | Festiwal                                        | Nagroda                                                          | Odbiorca   |
| ---- | ----------------------------------------------- | ---------------------------------------------------------------- | ---------- |
| 1961 | Międzynarodowy Festiwal Filmowy w San Sebastián | Nagroda OCIC (Międzynarodowej Organizacji Katolickiej ds. Filmu) | Jan Batory |
| 1961 | Międzynarodowy Festiwal Filmowy w San Sebastián | Nagroda za reżyserię                                             | Jan Batory |
| 1961 | Międzynarodowy Festiwal Filmowy w San Sebastián | Srebrna Muszla                                                   | Jan Batory |
| 1961 | Międzynarodowy Festiwal Filmowy w San Sebastián | Nagroda hiszpańskich dyskusyjnych klubów filmowych               | Jan Batory |
| 1961 | Międzynarodowy Festiwal Filmowy w Acapulco      | Dyplom honorowy                                                  | Jan Batory |